# Leptodactylodon
Leptodactylodon es un género de anfibios de la familia Arthroleptidae. Incluye 15 especies, distribuidas en el este de Nigeria, las regiones occidentales y suroccidentales de Camerún, Guinea Ecuatorial y Gabón.

## Especies
Según ASW:
- Leptodactylodon albiventris (Boulenger, 1905)
- Leptodactylodon axillaris Amiet, 1971
- Leptodactylodon bicolor Amiet, 1971
- Leptodactylodon blanci Ohler, 1999
- Leptodactylodon boulengeri Nieden, 1910
- Leptodactylodon bueanus Amiet, 1981
- Leptodactylodon erythrogaster Amiet, 1971
- Leptodactylodon mertensi Perret, 1959
- Leptodactylodon ornatus Amiet, 1971
- Leptodactylodon ovatus Andersson, 1903
- Leptodactylodon perreti Amiet, 1971
- Leptodactylodon polyacanthus Amiet, 1971
- Leptodactylodon stevarti Rödel & Pauwels, 2003
- Leptodactylodon ventrimarmoratus (Boulenger, 1904)
- Leptodactylodon wildi Amiet y Dowsett-Lemaire, 2000.